# Óscar McFarlane
Óscar Emilio „Bruja” McFarlane Ortega (ur. 29 listopada 1980 w Panamie) – panamski piłkarz występujący na pozycji bramkarza.

## Kariera klubowa
McFarlane zawodową karierę rozpoczynał w 1999 roku w klubie CD Plaza Amador. W 2000 roku wywalczył z nim wicemistrzostwo Panamy. W tym samym roku odszedł do zespołu Panamá Viejo FC. W 2001 roku zdobył z nim mistrzostwo Panamy. Został także wybrany bramkarzem sezonu ANAPROF, czyli panamskiej ekstraklasy.
W 2003 roku trafił do Tauro FC. W tym samym roku zdobył z nim mistrzostwo Panamy. Otrzymał także nagrodę bramkarza sezonu ANAPROF. W 2006 roku ponownie został wybrany bramkarzem sezonu ANAPROF, a także jego najlepszym zawodnikiem. W 2007 roku zdobył z klubem mistrzostwo Apertura.
W 2009 roku McFarlane odszedł do peruwiańskiego Colegio Nacional Iquitos. W tym samym roku wrócił do Panamy, gdzie został graczem klubu Independiente La Chorrera. W 2010 roku przeszedł do Chorrillo FC.

## Kariera reprezentacyjna
W reprezentacji Panamy McFarlane zadebiutował w 2001 roku. W 2005 roku został powołany do kadry na Złoty Puchar CONCACAF. Nie zagrał na nim ani razu, a Panama zakończyła turniej na 2. miejscu.
W 2007 roku ponownie wziął udział w Złotym Pucharze CONCACAF. Nie wystąpił jednak na nim w żadnym spotkaniu, a Panama odpadła z turnieju w ćwierćfinale.
W 2009 roku McFarlane po raz trzeci znalazł się w drużynie na Złoty Puchar CONCACAF. Na nim również nie zagrał ani razu, a Panama ponownie zakończyła turniej na ćwierćfinale.